# Nocchiere di porto

Distintivo della categoria nocchieri di porto della Marina Militare Italiana

Il nocchiere di porto è una figura del personale marinaresco  militare italiano.

## Evoluzione storica
La figura venne istituita dal regio decreto 13 gennaio 1931, n. 724, in applicazione dell'art.61 della legge 8 luglio 1926, n. 1178. così definita: 
Nel 1962 venne costituita, nell’ambito del CEMM, la categoria “Nocchieri di porto” (Np) in sostituzione della categoria “Portuali”. La nuova categoria, che alla preparazione tecnica doveva unire l'idoneità alla condotta dei mezzi navali di nuova generazione e dei relativi apparati motore, era estesa anche al personale di leva, che all’epoca era di 24 mesi, mentre la categoria “Portuali” era costituita solo da sottufficiali e da sottocapi volontari.
La creazione dei Nocchieri di porto comportò anche un ampliamento del numero dei militari titolari, in base all’art. 1235 del codice della navigazione, di funzioni di polizia giudiziaria.

## Reclutamento e gerarchia
L'arruolamento del personale della categoria dei nocchieri di porto avviene in maniera identica al personale del Corpo equipaggi militari marittimi e la gerarchia della categoria è analoga alle altre categorie della Marina Militare, da Comune di 2ª classe a primo luogotenente. I nocchieri di porto, così come i nocchieri, frequentano i corsi di formazione presso la scuola sottufficiali della Marina Militare presso la sede dell'isola della Maddalena.

## Compiti
Il personale della categoria dei nocchieri di porto fa parte delle forze armate ed è preposto alla tutela ed alla sicurezza delle persone nei porti e nelle rade, dove esercita funzioni esecutive e di polizia giudiziaria e amministrativa.
Specifici compiti dei nocchieri di porto sono la vigilanza sull'ormeggio e l'ancoraggio delle navi, sull'accensione dei fuochi a terra e a bordo delle navi in porto, sulla conservazione delle opere portuali, sull'imbarco e sbarco dei passeggeri, delle merci e delle zavorre, sulle occupazioni di moli, pontili, calate e spiagge, sul servizio di pilotaggio e, in genere, su tutto il servizio marittimo, sulla pesca e sul servizio di sanità marittima, in esecuzione degli ordini impartiti dagli ufficiali del corpo delle capitanerie di porto.
I nocchieri di porto imbarcano su mezzi nautici in dotazione alla capitaneria e prestano la loro opera in occasione di naufragi o altri sinistri marittimi, per la salvezza delle persone e delle navi.
I sottufficiali della categoria nocchieri di porto sono ufficiali di polizia giudiziaria mentre i sottocapi e comuni della stessa categoria sono agenti di polizia giudiziaria; la legge sulla sanità marittima inoltre equipara i nocchieri di porto ad agenti sanitari.
I sottufficiali di grado più elevato della categoria possono ricoprire l'incarico di titolari di uffici locali minori del Corpo delle capitanerie di porto, quali uffici locali marittimi e delegazioni di spiaggia o svolgere altre mansioni di responsabilità quali 1° nostromo di banchina o capo carico.

## Distintivi di categoria
Il distintivo di categoria dei nocchieri di porto è costituito da due ancore incrociate, in rosso per i militari di truppa in ferma prefissata e i graduati di truppa in servizio permanente, in oro per i sottufficiali.
I comuni di 2ª classe nocchieri di porto non hanno alcun distintivo di grado, ma solo il distintivo di categoria.

Distintivo di grado per militari di truppa
Distintivo di grado per sottufficiali

## Specialità
I nocchieri di porto possono ricoprire nell'ambito del proprio servizio, dopo avere conseguito la relativa abilitazione, una o più delle seguenti specialità:
- senza specialità
  - Operatori di volo (NP/OV)
  - Tecnici di aeromobili (NP/TAER)
  - Condotta piccoli natanti (NP/PN)
  - Vessel traffic service (NP/VTS)

- Motoristi (NP/MS)
  - Servizio antincendio (NP/MS/SA)
  - Specialisti aeronautici (NP/MS/SAER)

- Radaristi (NP/RD)
- Radiotelefonisti (NP/RF)
- Elaboratori dati (NP/OE)

- Operatori (NP/OP)
  - Vessel traffic service (NP/OP/VTS)

- Elettricisti (NP/E)

- Tecnici elettronici (NP/ETE)
  - Tecnici di aeromobili (NP/ETE/TAER)

- Montatori (NP/MO)

- Tecnici (NP/TC)
  - Tecnici di aeromobili (NP/TC/TAER)
  - Vessel traffic service (NP/TC/VTS)

- Elettromeccanici (NP/EM)
- Furieri segretari (NP/FR)
- Furieri contabili (NP/FRC)
- Maestri di cucina e mensa (NP/MCM)
- Conduttori automezzi (NP/CNA)
- Servizio difesa installazioni (NP/SDI)
- Meccanici d'armi (NP/MA)
- Ispettori pesca (NP/PES)